# Prokurator Generalny Mołdawii
Prokurator Generalny Mołdawii (Procuror General) – urzędnik w Mołdawii, odpowiedzialny za kierowanie Biurem Prokuratora Generalnego Republiki Mołdawii. Zgodnie z Konstytucją Republiki Mołdawii wybierany jest przez Parlament, na wniosek jego Przewodniczącego. On sam zaś mianuje niższych rangą prokuratorów. Obecnie (od 2022 roku) funkcję Prokuratora Generalnego Mołdawii tymczasowo pełni Ion Munteanu.